# Michael Somers
Michael Somers (2 maart 1995) is een Belgisch voormalig atleet, gespecialiseerd in middellange en lange afstand en het veldlopen. Hij nam eenmaal deel aan de Olympische Zomerspelen en veroverde twee Belgische titels.

## Biografie

### Piste en cross
Somers nam in 2016 deel aan de Europese kampioenschappen veldlopen in Chia (Sardinië). Hij werd vijfendertigste bij de U23 en veroverde met de Belgische ploeg zilver in het landenklassement. In 2017 in Samorin (Slovakije) had hij met een elfde plaats opnieuw een aandeel in een tweede zilveren medaille in het landenklassement bij de U23. In 2018 nam hij in Tilburg (Nederland) voor het eerst deel bij de senioren en behaalde hij een tweeëntwintigste plaats.
In 2019 nam Somers op de 5000 m deel aan de Universiade in Napels. Hij werd negende in de finale. Hij werd dat jaar voor het eerst Belgisch kampioen op deze afstand. Dat jaar nam hij opnieuw deel aan de EK in Lissabon, waar hij een vierentwintigste plaats haalde en bijdroeg aan de zilveren medaille in het landenklassement voor België.
Somers kon zich in 2021 op de 1500 m plaatsen voor de Europese indoorkampioenschappen in Toruń. Hij kwam niet voorbij de reeksen. Later dat jaar zegevierde hij meteen bij zijn eerste deelname aan de Antwerp 10 Miles. Op de EK veldlopen van 2021 in Dublin werd Somers verrassend vijfde.
In 2022 liep hij op de Belgische indoorkampioenschappen op de 3000 m de limiet voor deelname aan de Wereldkampioenschappen indoor in Belgrado. Hij plaatste zich voor de finale en haalde daarin een dertiende plaats. Hij won dat jaar overtuigend de CrossCup en werd voor het eerst Belgisch kampioen veldlopen. Hij won voor de tweede maal de Antwerp 10 Miles.
Op de Gouden Spike Meeting in Leiden liep Somers op de 10.000 m met een persoonlijk record de limiet voor deelname aan de Europese kampioenschappen in München. In de finale werd hij 21ste. Door zijn Europese ranking werd hij ook voor de 5000 m op deze EK geselecteerd. In de rechtstreekse finalewedstrijd werd hij teleurstellend 23ste. Op de EK veldlopen van 2022 in Turijn werd Somers negentiende, net onvoldoende om een medaille te halen in het landenklassement.

### Marathon en de weg
Somers was eerst aangesloten bij Atletiekclub Lyra. Eind 2022 verliet hij de Vlaamse Atletiekliga en ging naar de LBFA (Ligue Belge Francophone d'Athlétisme) en sloot hij zich aan bij de Waalse club CABW. Hierdoor kon hij zijn deeltijdse job als kinesist on hold zetten om voltijds prof te worden en zich te focussen op zijn verdere sportieve carrière als langeafstandsloper. De Nieuw-Zeelander, Hamish Carson, werd zijn nieuwe coach en trainer. 
Tijdens zijn eerste marathon, begin 2023 in Sevilla, liep hij met een tijd van 2:09.31 meteen het snelste Belgische marathondebuut ooit. Hij voldeed hiermee ook aan het minimum voor de wereldkampioenschappen later dat jaar in Boedapest. In april won hij voor de derde maal op rij de Antwerp 10 Miles. In de Marathon van Berlijn in september dook hij, met een persoonlijk record van 2:08.09, één seconde onder het olympisch minimum voor de spelen van 2024 in Parijs.
Zijn voorjaarsmarathon (2:09.19) in Sevilla in februari 2024 en zijn deelname aan de halve marathon (1:03.20) op het EK in Rome stonden volledig in het teken van zijn olympisch debuut. Op een enorm lastig olympisch marathonparcours, met hellingen tot 16% en 436 hoogtemeters, liep Somers onverwacht als 22ste een erg knappe wedstrijd (2:10.32). Hij droeg, sterk geëmotioneerd, zijn prestatie op aan zijn terminaal zieke vader met de woorden :”Papa, ik sta voor altijd in de boeken hé!” Drie dagen na de marathon overleed zijn vader.
In januari 2025 zette Somers in het Spaanse Sevilla de derde beste Belgische tijd tot dan toe neer op de halve marathon. Hij liep de afstand in 1:00.57 , goed voor de zevende plaats. In maart van dat jaar was hij genoodzaakt te stoppen met topsport door hartproblemen. Bij een routinecontrole was littekenweefsel op zijn hartspier vastgesteld, wat kan leiden tot hartritmestoornissen.

## Belgische kampioenschappen
Outdoor
| Onderdeel | Jaar |
| --------- | ---- |
| 5000 m    | 2019 |
| veldlopen | 2022 |

## Persoonlijke records
Outdoor
| Onderdeel | Prestatie | Datum           | Plaats         |
| --------- | --------- | --------------- | -------------- |
| 1500 m    | 3.39,36   | 3 juli 2021     | Heusden-Zolder |
| 3000 m    | 7.56,66   | 6 augustus 2022 | Kessel-Lo      |
| 5000 m    | 13.29,03  | 2 juli 2022     | Heusden        |
| 10.000 m  | 27.53,50  | 11 juni 2022    | Leiden         |

Indoor
| Onderdeel | Prestatie | Datum            | Plaats           |
| --------- | --------- | ---------------- | ---------------- |
| 1500 m    | 3.40,61   | 13 februari 2021 | Luxemburg        |
| 3000 m    | 7.48,72   | 26 februari 2022 | Louvain-la-Neuve |

Weg
| Onderdeel      | Prestatie | Datum             | Plaats    |
| -------------- | --------- | ----------------- | --------- |
| 10 km          | 28.52     | 17 juni 2023      | Langueux  |
| 15 km          | 43.40     | 17 november 2024  | Nijmegen  |
| 10 mijl        | 47.45     | 10 oktober 2021   | Antwerpen |
| halve marathon | 1:00.57   | 26 januari 2025   | Sevilla   |
| marathon       | 2:08.09   | 24 september 2023 | Berlijn   |

## Palmares

### 1500 m
- 2018:  BK AC - 3.54,43
- 2021: DQ in reeks EK indoor in Torun

### 3000 m
- 2021:  BK indoor AC - 7.52,67
- 2022:  BK indoor AC - 7.48,72
- 2022: 13e WK indoor in Belgrado - 7.51.65

### 5000 m
- 2019: 9e Universiade in Napels – 14.22,78
- 2019:  BK AC - 14.15,34
- 2021:  BK AC - 13.39,53
- 2022:  BK AC - 13.33,92
- 2022: 23e EK in München – 13.57,82

### 10.000 m
- 2022: 21e EK in München – 29.10,30

### 10 km
- 2023: 16e Corrida de Langueux – 28.52
- 2024: 9e BOclassic Alto Adige Bolzano - 28.53

### 15 km
- 2024: 7e Zevenheuvelenloop Nijmegen – 43.40

### 10 mijl
- 2021:  Antwerp 10 Miles - 47.45
- 2022:  Antwerp 10 Miles - 48.48
- 2023:  Antwerp 10 Miles - 47.50
- 2024:  Antwerp 10 Miles - 47.48

### halve marathon
- 2023: 4e halve marathon van Sevilla - 1:02.23
- 2023: 13e Antrim Coast Half Marathon - 1:03.15
- 2024: 25e EK in Rome – 1:03.20
- 2025: 7e halve marathon van Sevilla - 1:00.57

### marathon
- 2023: 22e marathon van Sevilla - 2:09.31
- 2023: 16e marathon van Berlijn - 2:08.09
- 2024: 32e marathon van Sevilla - 2:09.19
- 2024: 22e OS in Parijs - 2:10.32

### veldlopen
- 2016: 35e EK U23 in Chia
- 2016:  landenklassement EK U23 in Chia
- 2017: 11e EK U23 in Samorin
- 2017:  landenklassement EK U23 in Samorin
- 2018: 22e EK in Tilburg
- 2019: 24e EK in Lissabon
- 2019:  landenklassement EK in Lissabon
- 2021: 5e EK in Dublin
- 2022:  BK in Laken
- 2022:  Crosscup
- 2022: 19e EK in Turijn